# Noriker
Norikern är en hästras med rötter i den centrala delen av Östalperna och som gett upphov till olika lokala varianter och kallblodsraser i Österrike, södra Tyskland och Slovenien. Norikern är en av Europas äldsta kallblodsraser och har fått sitt namn efter det romerska kejsardömets lydstat Noricum, som idag ingår i Österrike och Slovenien. Noriker är främst känd för den mörka flaxfuxfärgen men alla färger kan förekomma. Den fläckiga Norikerhästen är en variant som nästan uteslutet föds upp i Salzburg och som då även kallas Pinzgauer. Norikerhästarna har dock väldigt slappa och slängande rörelser och ofta exteriöra fel på benen men de har ett gott lynne och är lätthanterliga. 

## Historia
Noricum som är Norikerns hemland låg i anslutning till Venetoi norra Italien, och området var mycket känt för in hästavel. Veneto blev senare haflingerns och Avelignesens hemstat och det finns därför ett naturligt samband mellan de här tre raserna. Men Norikerns förfäder var med stor säkerhet tunga, romerska krigshästar som även användes som drag- och packhästar av veneterna som var framstående hästuppfödare. 
Via Noricum och dess efterföljare Karantanien blev Norikern sedermera en österrikisk kallblodsras. 
Under medeltiden avlades Norikern främst i Salzburgerland i bergsområdet omkring Grossglockner. Ärkebiskopen Kuen grundade senare under tidigt 1500-tal ett stuteri i Hallein och detta stuteri skulle dominera aveln av Norikern under 200 år och dessa hästar hade det absolut största inflytandet på rasen. Norikerhästen kallades nu för Steiermarkhäst eller Kärntenhäst. 
Norikern erkändes som ras redan 1565, när klostren i området tog rasen under sitt beskydd, på initiativ av ärkebiskopen i Salzburg. Den infördes då i Salzburgs stambok. Tunga burgundiska hästar avlades sedan in i rasen för att göra den större och tyngre, men den spanska hästen var den som kom att bli det viktigaste inflytandet på Norikern och märks genom Norikerns speciella färger och tecken. 
Rasen blev etablerad 1884 och fick en egen standard men den egna stamboken kom inte förrän år 1903, men då kunde man skriva in 450 hingstar och över 1 000 ston i boken. Hästarna fick sitt nuvarande namn Norikerhäst, även om både namn och utseende kan variera mellan tyska, österrikiska, slovenska, eller italienska uppfödare.

## Egenskaper

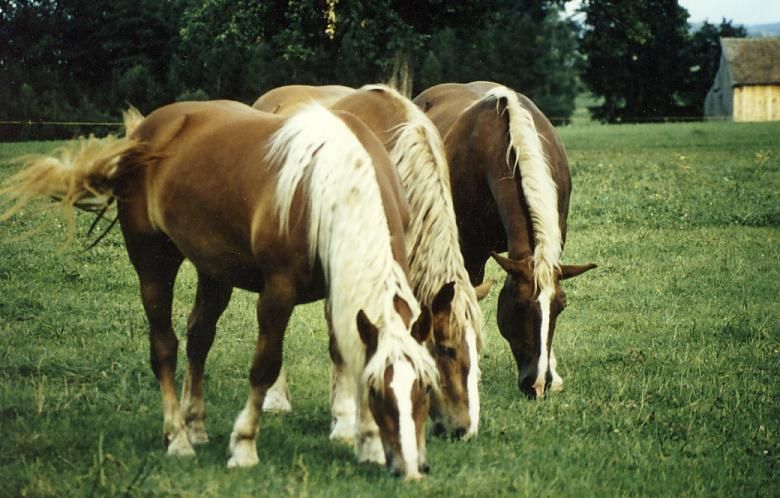
Dessa Noriker är en variant som kallas Sydtyska kallblod och de visar den mycket typiska flax-färgen.

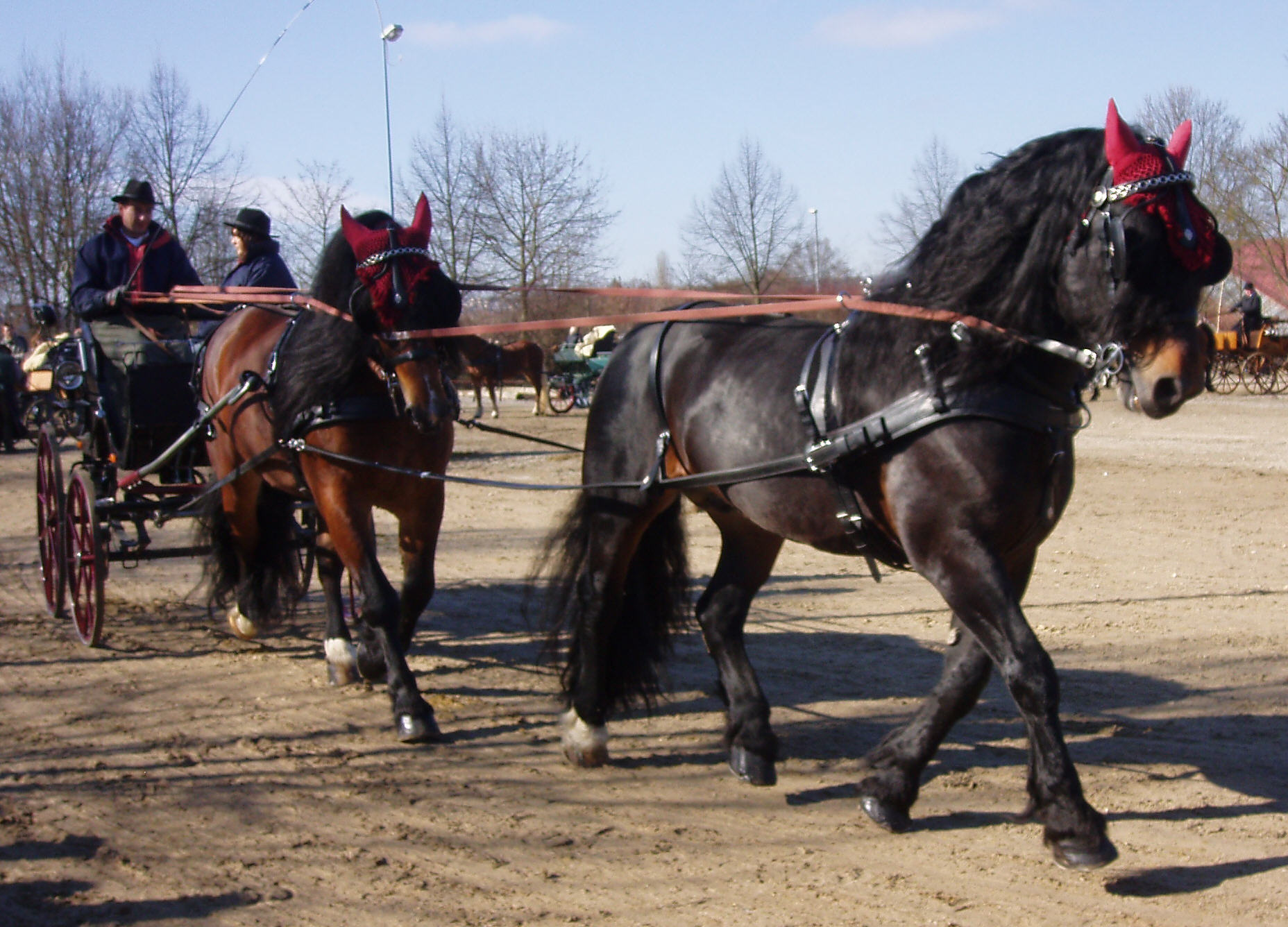
Tandem

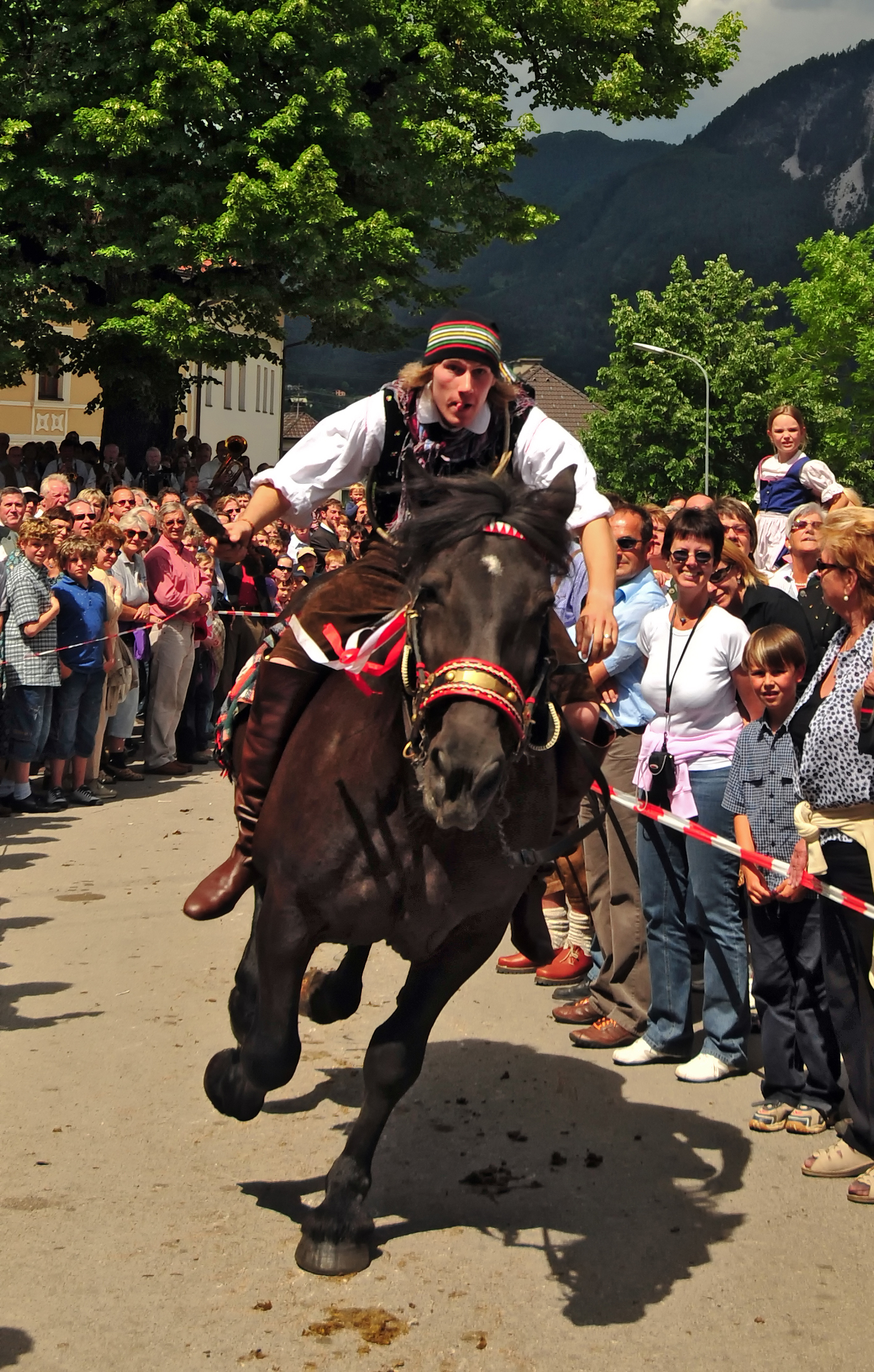
Kufenstechen (štehvanje på slovenska) som firas på annandag pingst av den slovenskspråkiga befolkningen i österrikiska Feistritz an der Gail, är en uråldrig tornerspelstradition där Norikern har en central roll. Ridandes utan sadel på Noriker-hästar, tävlar unga ogifta män om att med en järnklubba spräcka en trätunna på en påle. Vinnaren får en blomsterkrans att bära runt armen. Gailtal (Ziljska Dolina på slovenska) är känd för sin lokala variant av Noriker ("Zila-häst").

Norikern är en robust och medelstor kallblodshäst som är den mest vanliga arbetshästen i de österrikiska alperna. Benen är korta och har ofta exteriöra fel men otroligt starka och rasen är lättfödd, lätthanterlig och blir inte sjuk i första taget. Rörelserna är rasens stora svaghet som kan bli väldigt svängande och slarviga, speciellt i traven, men uppfödare satsar på att avla bort detta genom selektiv avel på de individer som har bättre rörelser. 
Huvudet på Norikerhästen är ganska tungt med rak eller utåtbuktande nosprofil men nacken är muskulös och vackert böjd, ett arv från de spanska hästarna. Man och svans är ofta kraftig och taglet kan bli vågigt. Ryggen kan vara något svankig ibland. Hästarna har hårda, tåliga hovar och ganska kraftigt hovskägg. 
Den vanligaste färgen på Norikern är en mörkare variant av flaxfux. Det vill säga riktigt mörk, nästan svart, brun päls med lingul eller ibland nästan vit man och svans. Just denna färg är omåttligt populär vilket även förklarar sambandet med den alltid fuxfärgade haflingern. Men Norikerhästar kan komma i flera olika färgställningar och de hästar som föds upp i Salzburg kan vara både Tigrerade eller skimmel, vilket annars är väldigt ovanligt. 
Från Norikern har även att antal andra "undertyper" växt fram bland annat Schwarzwaldhäst som är väldigt lik i utseende och som alltid bär den leverfuxfärgade pälsen. Noriker föds upp olika på olika ställen och har även olika namn. I Bayern i Tyskland föds en lite mindre variant av Norikern upp som även kallas Oberlander och har bättre rörelser än den vanliga Norikern. I Tyrolen är Norikerhästarna oftast kraftigare då de fortfarande används inom jordbruket i bergen där maskiner inte kan ta sig fram. I mellersta Österrike föder man upp fläckiga Norikerhästar som kallas för Pinzgauer. Hästarna kan ibland även kallas Sydtyskt kallblod. I Slovenien stammar de lokala kallbloden från Norikern.
Idag svarar Norikerhästen för nästan hälften av den totala Österrikiska häststammen. Den har visserligen som alla andra raser varit utsatt för utavel men har ändå bibehållit sina säregna drag. Den har på senare tid även blivit populär som ridhäst även om den kanske inte syns i stora tävlingssammanhang. Men Norikern har ett bra psyke och vet när en väg inte är säker. De är dessutom lätthanterliga, lugna och har en lång livslängd.